# Edward Hecht
Edward Hecht (ur. 12 października 1899 w Janowie Lwowskim, zm. 1940 w Kalininie) – kapitan piechoty Wojska Polskiego, działacz niepodległościowy, ofiara zbrodni katyńskiej.

## Życiorys
Urodził się 12 października 1899 roku w Janowie Lwowskim, w rodzinie Ludwika i Anastazji z Dalcurów. W okresie I wojny światowej w Armii Austro-Węgier. Od 14 listopada 1918 ochotniczo w Wojsku Polskim, uczestnik wojny polsko-bolszewickiej i obrony Lwowa. Od 15 lutego do 1 lipca 1920 był uczniem 25. klasy Szkoły Podchorążych w Warszawie. 9 listopada 1920 został mianowany podporucznikiem w piechocie z dniem 1 listopada 1920. 20 kwietnia 1921 zdał maturę w Gimnazjum Państwowym w Gródku Jagiellońskim. Ukończył studia prawnicze, uzyskując tytuł zawodowy magistra.
1 czerwca 1921 roku pełnił służbę w Baonie Szkolnym 12 Dywizji Piechoty, a jego oddziałem macierzystym był wówczas 51 pułk piechoty Strzelców Kresowych. 3 maja 1922 roku został zweryfikowany w stopniu podporucznika ze starszeństwem z dniem 1 czerwca 1919 roku i 269. lokatą w korpusie oficerów piechoty, a jego oddziałem macierzystym był nadal 51 pułk piechoty Strzelców Kresowych w Brzeżanach. Następnie służył w 19 pułku piechoty Odsieczy Lwowa we Lwowie. Na porucznika został awansowany ze starszeństwem z dniem 1 lutego 1921 roku w korpusie oficerów piechoty. W 1932 roku pełnił służbę w 3 pułku piechoty Legionów w Jarosławiu. 29 kwietnia 1933 został awansowany na kapitana ze starszeństwem z dniem 1 stycznia 1933 i 49. lokatą w korpusie oficerów piechoty.
W marcu 1939 pełnił służbę w batalionie KOP „Iwieniec” na stanowisku dowódcy 2 kompanii granicznej „Raków”. We wrześniu 1939 roku w batalionie KOP „Wołożyn”. W czasie kampanii wrześniowej 1939 roku dostał się do niewoli radzieckiej. Przebywał w obozie w Ostaszkowie. Wiosną 1940 roku został zamordowany przez funkcjonariuszy NKWD w Kalininie (obecnie Twer) i pogrzebany w Miednoje. Od 2 września 2000 roku spoczywa na Polskim Cmentarzu Wojennym w Miednoje.
5 października 2007 roku Minister Obrony Narodowej Aleksander Szczygło mianował go pośmiertnie do stopnia majora. Awans został ogłoszony 9 listopada 2007 roku, w Warszawie, w trakcie uroczystości „Katyń Pamiętamy – Uczcijmy Pamięć Bohaterów”.

## Ordery i odznaczenia
- Krzyż Walecznych dwukrotnie – 1921[12]
- Medal Niepodleglości – 27 czerwca 1938 „za pracę w dziele odzyskania niepodległości”[13]
- Srebrny Krzyż Zasługi – 10 listopada 1928 „w uznaniu zasług położonych na polu pracy w poszczególnych działach wojskowości”[14]
- Medal Pamiątkowy za Wojnę 1918–1921[1]
- Medal Dziesięciolecia Odzyskanej Niepodległości[1]
- Odznaka pamiątkowa „Orlęta”[1]